# Jezioro Szczuckie
Jezioro Szczuckie – jezioro w woj. kujawsko-pomorskim, w powiecie brodnickim, w gminie Brodnica, leżące na terenie Pojezierza Dobrzyńskiego.

## Dane morfometryczne
Powierzchnia zwierciadła wody według różnych źródeł wynosi od 23,5 ha do 25,5 ha.
Zwierciadło wody położone jest na wysokości 117,6 m n.p.m.. Średnia głębokość jeziora wynosi 4,8 m, natomiast głębokość maksymalna 11,1 m. Objętość jeziora według różnych źródeł wynosi 1217,0 tys. m³ lub 1217,2 tys. m³.
W oparciu o badania przeprowadzone w 2004 roku wody jeziora zaliczono do III klasy czystości i III kategorii podatności na degradację.

## Hydronimia
Według urzędowego spisu opracowanego przez Komisję Nazw Miejscowości i Obiektów Fizjograficznych (KNMiOF) nazwa tego jeziora to Jezioro Szczuckie. W różnych publikacjach jezioro to występuje pod nazwą Szczuka.